# Thực vật hàng năm

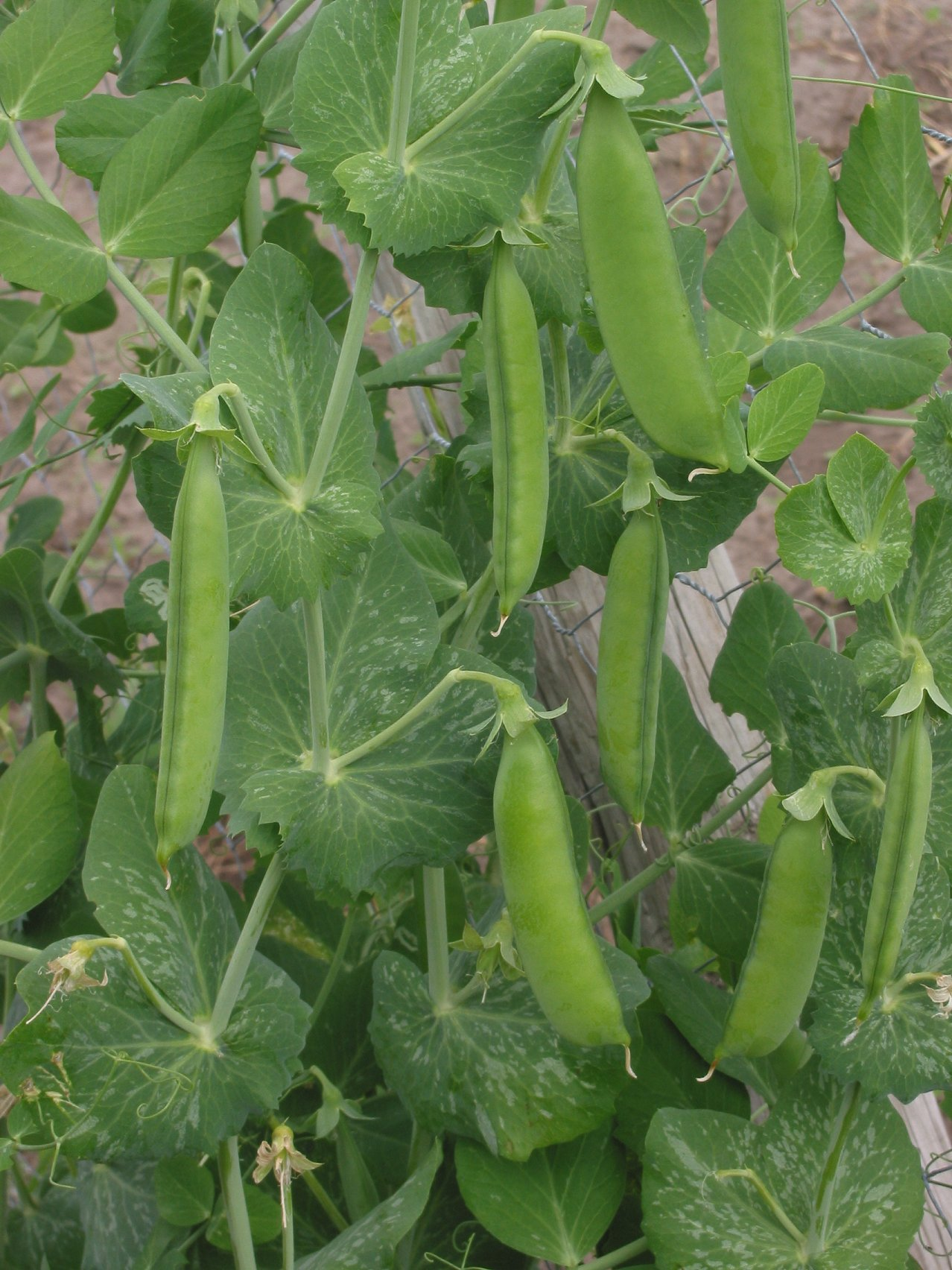
Đậu Hà Lan là một loài cây hàng năm

Cây hàng năm là các loại cây hoàn thành vòng đời của nó, từ lúc nảy mầm đến lúc tạo hạt giống, trong vòng một năm, và sau đó chết. Loài cây hàng năm mùa hè nảy mầm vào mùa xuân hoặc đầu mùa hè và trưởng thành vào mùa thu cùng năm. Cây hàng năm mùa đông nảy mầm trong mùa thu và trưởng thành trong mùa xuân hoặc mùa hè năm sau.
Một chu kỳ sống hạt-đến-hạt cho cây hàng năm có thể xảy ra trong ít nhất là một tháng ở một số loài, mặc dù hầu hết trải qua vài tháng. Cải dầu có thể trải qua quá trình hạt-đến-hạt trong khoảng năm tuần trong điều kiện được chiếu sáng bằng đèn huỳnh quang.
Kiểu trồng này trồng thường được sử dụng trong các lớp học của ngành giáo dục. Nhiều loài hàng năm sa mạc là phanerophytes vì vòng đời hạt-đến-hạt chỉ vài tuần và chúng dành phần lớn thời gian trong năm dưới dạng hạt để sống sót qua thời gian khô hạn.
Trong trồng trọt, nhiều cây lương thực được trồng hàng năm, bao gồm hầu như tất cả các loại ngũ cốc được thuần hóa. Một số cây lâu năm  được trồng trong vườn như hàng năm cho thuận tiện.